# Zájmové sdružení Frýdlantsko - Beskydy
Zájmové sdružení Frýdlantsko – Beskydy je svazek obcí v okresu Frýdek-Místek, jeho sídlem je Frýdlant nad Ostravicí a jeho cílem je Ochrana a prosazování společných zájmů, regionální spolupráce. Sdružuje celkem 13 obcí a byl založen v roce 1999.

## Obce sdružené v mikroregionu
- Frýdlant nad Ostravicí
- Baška
- Bílá
- Čeladná
- Janovice
- Kunčice pod Ondřejníkem
- Lhotka
- Malenovice
- Metylovice
- Ostravice
- Pržno
- Pstruží
- Staré Hamry